# Anders Hald
Anders Hald (3 de julho de 1913 – 11 de novembro de 2007) foi um estatístico dinamarquês que fez várias contribuições no campo da estatística. Foi professor da Universidade de Copenhague entre 1960 e 1982.

## Obras
- A History of Probability and Statistics and Their Applications before 1750, Wiley, ISBN 0-471-47129-1 (brochura, 2003)
- A History of Mathematical Statistics from 1750 to 1930, Wiley, (1998)
- Statistical Theory with Engineering Applications, (1952)
- Statistical Theory of Sampling Inspection by Attributes, parte I e parte II
- Statistical Tables and Formulas, (1952)

### Em dinamarquês
- Statistiske Metoder, (1949)
- Statistisk Kvalitetskontrol, (1954)
- Statistiske Metoder i Arbejdsstudierteknikken, (1955)
- Elementær Lærebog i Statistisk Kvalitetskontrol, (1956)